# Teplický tunel
Teplický tunel se nachází na železniční trati 047 Trutnov – Teplice nad Metují mezi stanicemi Teplice nad Metují město a Teplice nad Metují v km 31,221–31,451, v nadmořské výšce 470 m. Je jednokolejný a neelektrifikovaný.

## Historie
Podle projektu vídeňské firmy E. Gross & Co. byla zahájená výstavba trati Trutnov – Teplice nad Metují v roce 1906 společností Lokalbahn Wekelsdorf–Parschnitz–Trautenau (Místní dráha Trutnov - Teplice nad Metují), která získala koncesi na výstavbu v roce 1906.
Tunel byl proražen v roce 1908 v délce 230 m. Jeho ostění bylo vyzděno 20 až 70 cm tlustými pískovcovými kvádry s kamennou zakládkou. V ose tunelu vedla odvodňovací stoka vyzděna z pískovcových kvádrů a překrytá pískovcovými deskami. Na každé straně bylo vyzděno po čtyřech bezpečnostních výklenků (celkem osm). První vlak projel tratí 7. srpna 1908.

## Geologie
Teplický tunel se nachází v geomorfologickém celku Broumovská vrchovina v geomorfologickém podcelku Polická vrchovina. Z geologického hlediska byl tunel ražen v prostředí vápenců a slínovců, které se pravidelně střídají v oblasti portálů, kdežto tunelová trouba je vedena v oblasti vápenců. Při ražbě byly zastiženy velmi tvrdé vápence, slínovce a pískovce s pevnosi až 102 MPa a s výraznou blokovou odlučností. Vypadávání velkých bloků způsobilo nezaviněné geologicky podmíněné nadvýlomy. V polovině délky tunelu byla zjištěna lokální tektonická porucha.

## Rekonstrukce tunelu
V období od 4. srpna 2015 do 31. prosince 2016 byla provedena rekonstrukce tunelu. Původní kamenné ostění vykazovalo značné poškození a průsaky vody. Pro zvýšení rychlosti a bezpečnosti provozu bylo potřeba provést novou profilaci. Byl snesen kolejový vršek, odtěženo štěrkové lože a vybudovány přístupové cesty. Oba portály byly rozebrány a z obou stran probíhala ražba nového profilu pomocí nové rakouské tunelovací metody. Po ukončení ražby bylo vybetonováno definitivní železobetonové ostění o síle 0,3 m pomocí posuvného bednění. Délka betonážního kroku u 18 tunelových bloků byla 11,9 m, u portálových částí pak 5,9 m a 9,9 m. Po ukončené betonáži ostění následovalo vyzdění obou portálů z původních očištěných kvádrů. Profil tunelu byl zvětšen o půl metru ve výšce a o jeden metr na šířce. Rekonstrukci provedla firma Subterra a. s. 